# Rafael Robles
Rafael Orlando Robles Natera (20 de octubre de 1947 - 13 de agosto de 1998) fue un shortstop dominicano que jugó en las Grandes Ligas de Béisbol. Robles fue firmado por los Gigantes de San Francisco como amateur antes de la temporada de 1967, y posteriormente reclutado por los Padres de San Diego en la selección 51 del draft de expansión de 1968. Jugó para los Padres de 1969 a 1970, y nuevamente en 1972.
Robles fue el primer jugador en batear para el equipo de San Diego Padres. El 8 de abril de 1969, abrió la parte baja de la primera entrada contra el lanzador derecho Don Wilson de los Astros de Houston. Robles se embasó por un error de Joe Morgan, y se robó la segunda base, pero no anotó.
Fue uno de los mejores shortstop con un promedio de fildeo de .958, pero un bateador por debajo de .188 durante su breve carrera de Grandes Ligas (sólo 47 partidos jugados).
Robles jugó en la Liga Dominicana para los Leones del Escogido
Rafael Robles  murió en Nueva York a la edad de 50 el 13 de agosto de 1998.